# Semínský přesyp
Semínský přesyp este o arie protejată (arie specială de conservare — SAC, sit de importanță comunitară — SCI) din Republica Cehă întinsă pe o suprafață de 0,57 ha, integral pe uscat.

## Localizare
Centrul sitului Semínský přesyp este situat la coordonatele 50°03′20″N 15°31′19″E / 50.055556°N 15.521944°E.

## Înființare
Situl Semínský přesyp a fost declarat sit de importanță comunitară în noiembrie 2009 pentru a proteja un număr necunoscut de specii din flora spontană și fauna sălbatică aflate în arealul zonei. Situl a fost protejat și ca arie specială de conservare în iulie 2012.

## Biodiversitate
Situată în ecoregiunea continentală, aria protejată conține 1 habitat natural: Vegetație psamofilă uscată cu pășuni deschise de Corynephorus și Agrostis.
La baza desemnării sitului se află un număr nedeclarat de specii protejate.